# Lateng
Lateng is een bestuurslaag in het regentschap Banyuwangi van de provincie Oost-Java, Indonesië. Lateng telt 7990 inwoners (volkstelling 2010).